# HK Dynama Mołodeczno
HK Dynama Mołodeczno (biał. Хакейны клуб Дынама-Маладзечна – Chakiejny Klub Dynama-Maładzieczna, ros. Хоккейный Клуб Динамо-Молодечно – Chokkiejnyj Klub Dinamo Mołodieczno) – białoruski klub hokeja na lodzie z siedzibą w Mołodecznie.

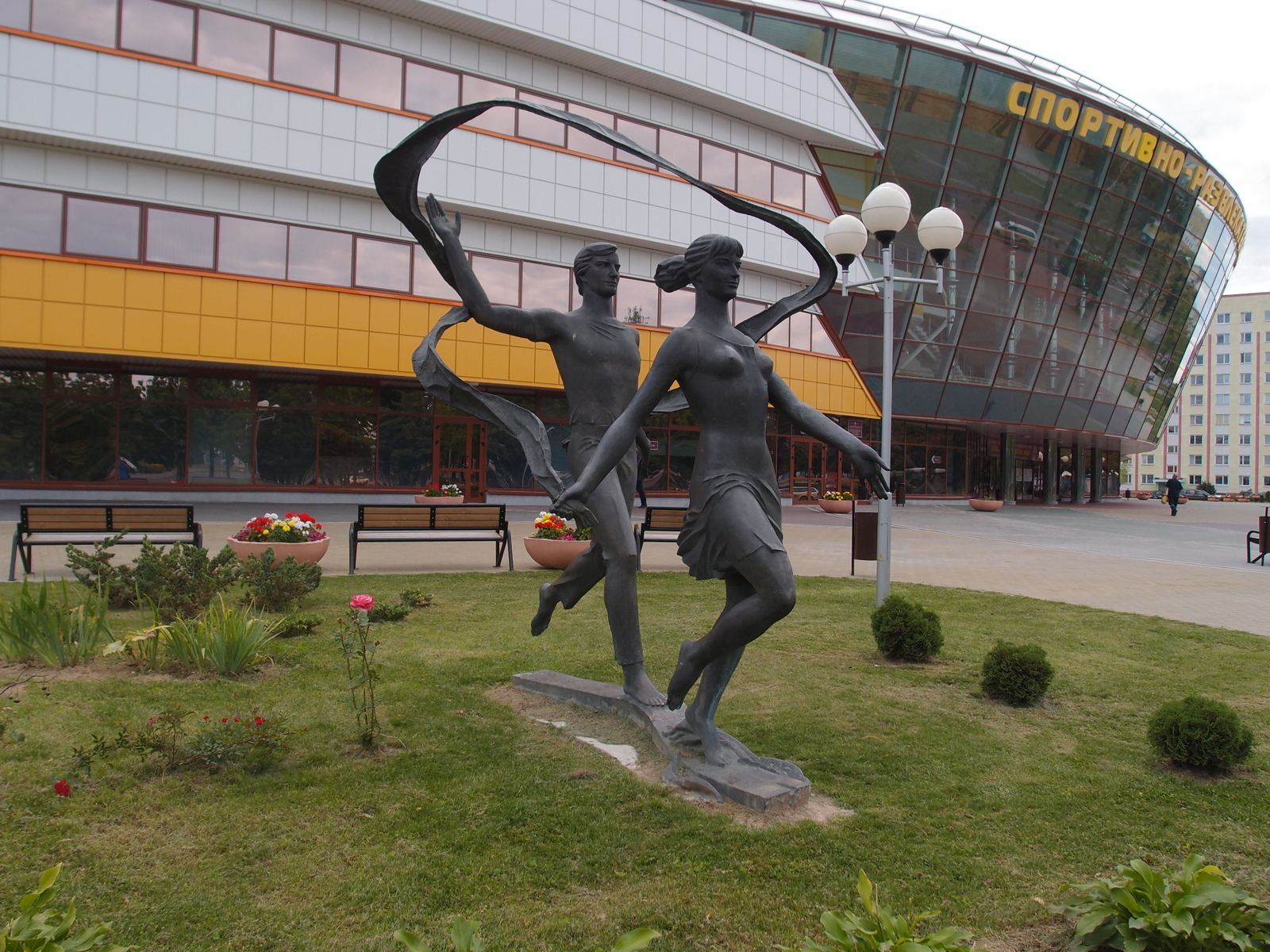
Lodowisko klubu

## Historia
Szachcior Soligorsk został stworzony w 2014 jako drużyna farmerska klubu Dynama Mińsk (występującego w rozgrywkach KHL) i włączony do rozgrywek ekstraligi białoruskiej edycji 2014/2015. W 2018 jako jego kontynuator został utworzony Hokejowy Klub Mołodeczno-2018.

## Szkoleniowcy
Od 2014 trenerem był Dzmitryj Krawczenko. W 2014 trenerem bramkarzy został Siarhiej Szabanau. W połowie 2017 do sztabu trenerskiego drużyny wszedł Jarasłau Czuprys. W lipcu 2019 trenerem bramkarzy w klubie został mianowany Wital Kowal. W czerwcu 2020 następcą Krawczenki został mianowany. W połowie 2020 do sztabu wszedł Dzmitryj Astapienka. W lipcu 2022 nowym szkoleniowcem został ogłoszony Andrej Kawalou. Wtedy do sztabu wszedł Nikołaj Stasienko.